# Paul Gottfried Pyl
Paul Gottfried Pyl (* 26. Januar 1751 in Barth; † 11. August 1830 in Greifswald) war ein deutscher Jurist, Anwalt und Richter am Hofgericht Greifswald.

## Leben
Paul Gottfried Pyl war der zweite Sohn des Barther Arztes Theodor Pyl (1718–1759) und dessen Frau Anna Dorothea Stump, Tochter eines Domänenpächters. Er besuchte das Gymnasium in Stralsund und studierte ab 1772 an der Universität Greifswald. Er wurde 1776 Notar, 1778 Rechtsanwalt, 1782 Sekretär der Kirchenvisitation und Advokat am Wismarer Tribunal. 1791 wurde er Prokurator am Hofgericht Greifswald und 1803 am Tribunal. Im selben Jahr promovierte ihn die Universität Frankfurt (Oder) zum Doktor beider Rechte. Gustav IV. Adolf von Schweden ernannte ihn 1806 zum Assessor des Hofgerichtes. 1808 übernahm er die Funktion des Fiskals.
Paul Gottfried Pyl war zweimal verheiratet. Seiner ersten Ehe mit Agnete Christine Hagemeister (1759–1800), Tochter des Universitätssekretärs Lucas Friedrich Hagemeister (1731–1770) entstammte der spätere Justizrat Gottfried Theodor Pyl (1791–1853). Mit seiner zweiten Frau Sophie Christine Gesterding (1768–1826), einer Tochter des Juristen Christoph Gottfried Nicolaus Gesterding (1740–1802), hatte er einen Sohn und eine Tochter.